# 埃特納 (喬治亞州)
埃特納（英語：Etna）是位於美國喬治亞州波爾克縣的一個非建制地區。該地的面積和人口皆未知。

## 地理
埃特納的座標為34°00′27″N 85°23′44″W / 34.00750°N 85.39556°W，而該地的平均海拔高度為273米（即896英尺）。